# Архітектура Норвегії
Архітектура Норвегії пройшла довгий шлях розвитку й трансформації впродовж віків, розвиваючись відповідно до змін економічних умов, технологічних досягнень, демографічних змін та культурних зрушень у цій північноєвропейській скандинавській країні. Незважаючи на те, що зовнішні впливи на архітектуру Норвегії можна віднайти у більшості її зразків, часто вони адаптувались задля задоволення місцевих кліматичних умов (сувора зима, сильний вітер, соляні бризки у прибережних районах).

## Народна архітектура

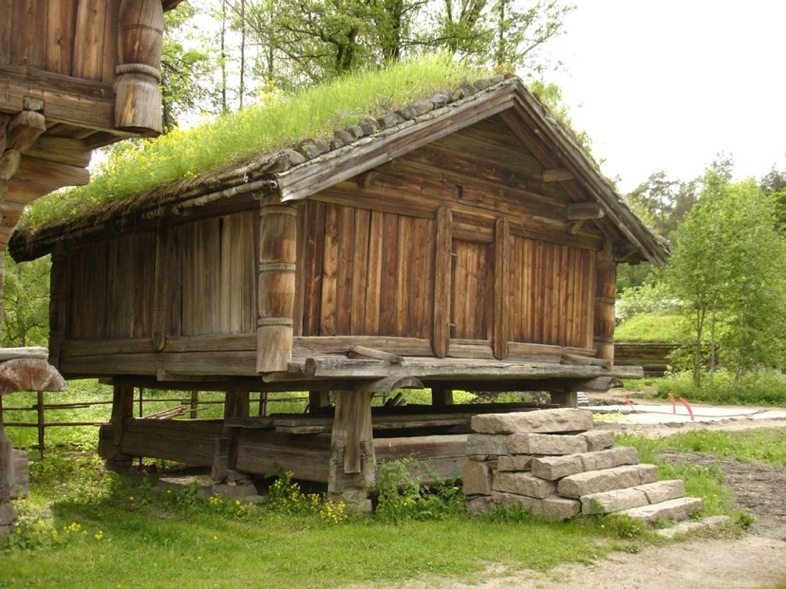
Селянська клуня, 1800 рік

## Середньовіччя
У середні віки в епоху вікінгів значного розвитку набула дерев'яна архітектура, склався своєрідний тип церкви з подвійним каркасом — «ставкірка». Найвідоміші образчики такого стилю збереглися в Урнесі (споруджено між 1060—1130 роками); Боргунні (близько 1150 року). У будівництві з каменю впродовж XII—XVI століть відчутні запозичення з англійського романського і готичного стилів. Чудовим образчиком першого слугує собор у Ставангері, споруджений впродовж 1130—1300 років, пізніше перебудований у готичному стилі; собор у Тронгеймі, споруджений впродовж 1140—1320 років — другого. 

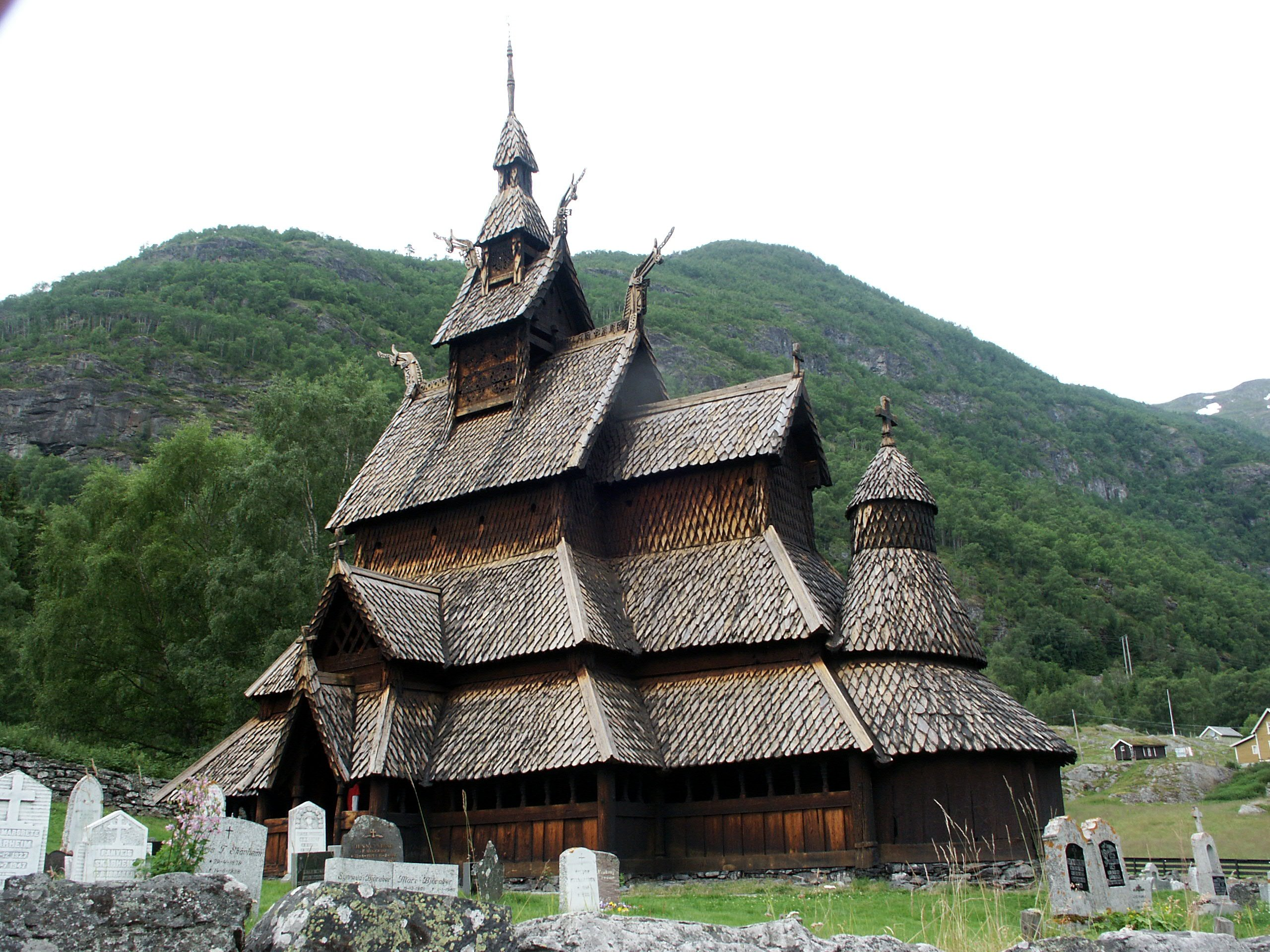
Дерев’яна церква в Боргунні
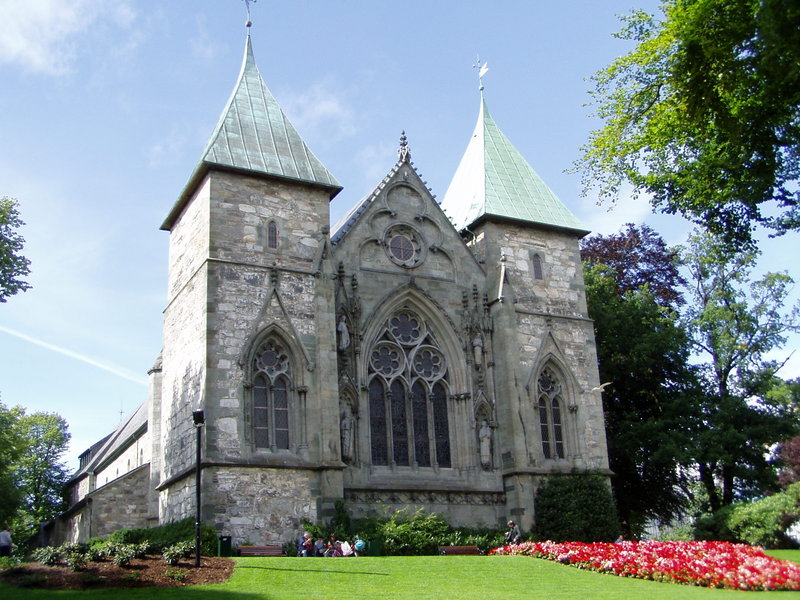
Собор у Ставангері
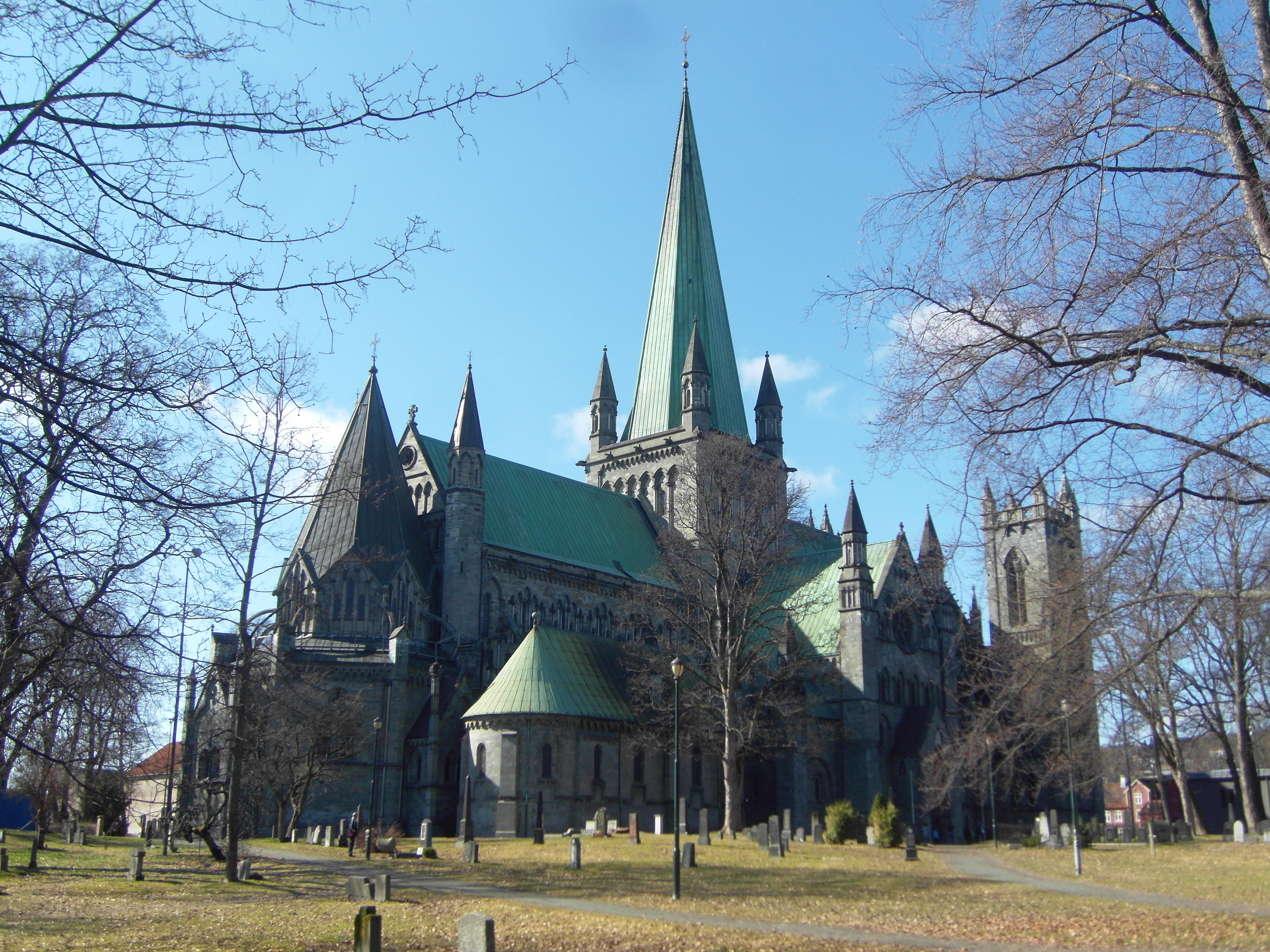
Нідароський кафедральний собор

## Нові часи
У часи Відродження, перша половина XVI—XVII століття, місцеві мотиви були втілені в стилістиці башти Розенкранц у Бергені, що була зведена впродовж 1562—1668 років. Прикладами місцевого бароко і рококо слугують церква в Сер-Фруне (1787) архітектора С. Аспоса; будинок садиби Дармсгорд (норв. Damsgård hovedgård) у Бергені, 1770—1795). Прикладами місцевого класицизму слугує королівська резиденція Стіфтсгорден (норв. Stiftsgården) у Тронгеймі, будівництво якої велось протягом 1774—1778 років. У другій половині XIX століття в місцевій архітектурі панував еклектизм. Архітектор Ю. Г. Небелонг впродовж 1847—1852 років на острові Бюгде, в межах сучасного Осло, зводить замок Оскарсголль.

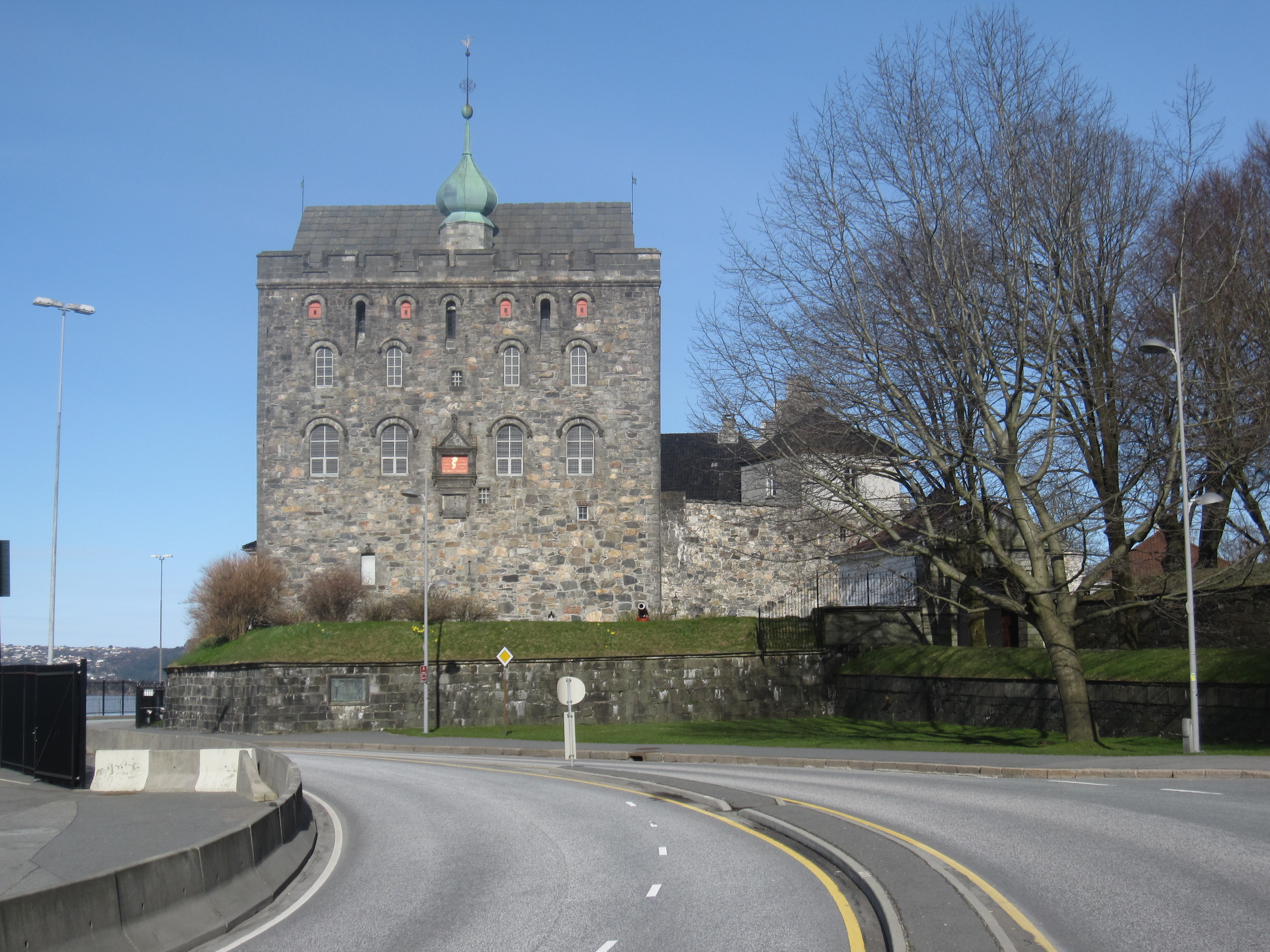
Башта Розенкрац

## XX століття
Наприкінці 1920-х — початку 1930-х років еклектизм поступився функціоналізму. Типовий образчик цього стилю — ресторан «Скансен» в Осло, зведений Ларсом Беккером у 1926—1927 роках. У післявоєнні роки велись пошуки самобутніх форм національної архітектури. Так в Осло архітекторами Арнштейном Арнебергом і Магнусом Поульсоном була добудована ратуша (1933—1950); Кнутом Кнутсеном зведено готель «Вікінг» (1948—1952); Ерлінгом Вікше — Будинок уряду (1958). Архітектори Йон Ейквар і Ерік Енгебретсен спорудили центр мистецтв Гені-Онстада в Ховікаддені (1964—1969). 

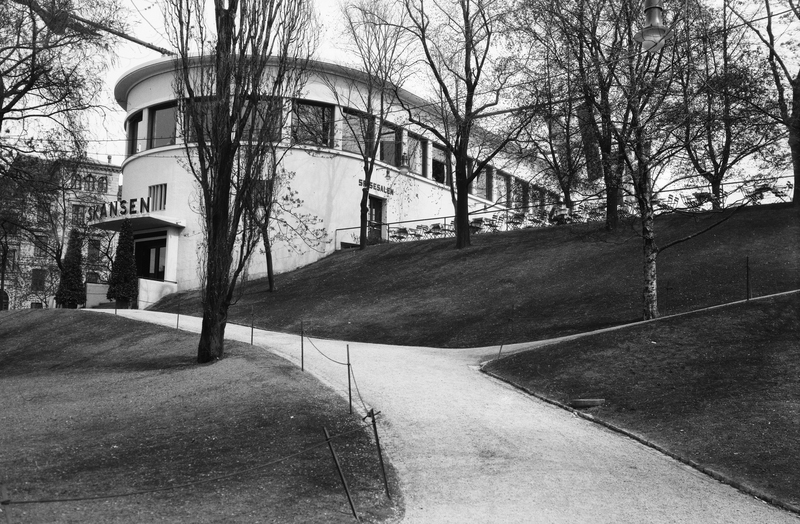
Ресторан «Скансен»
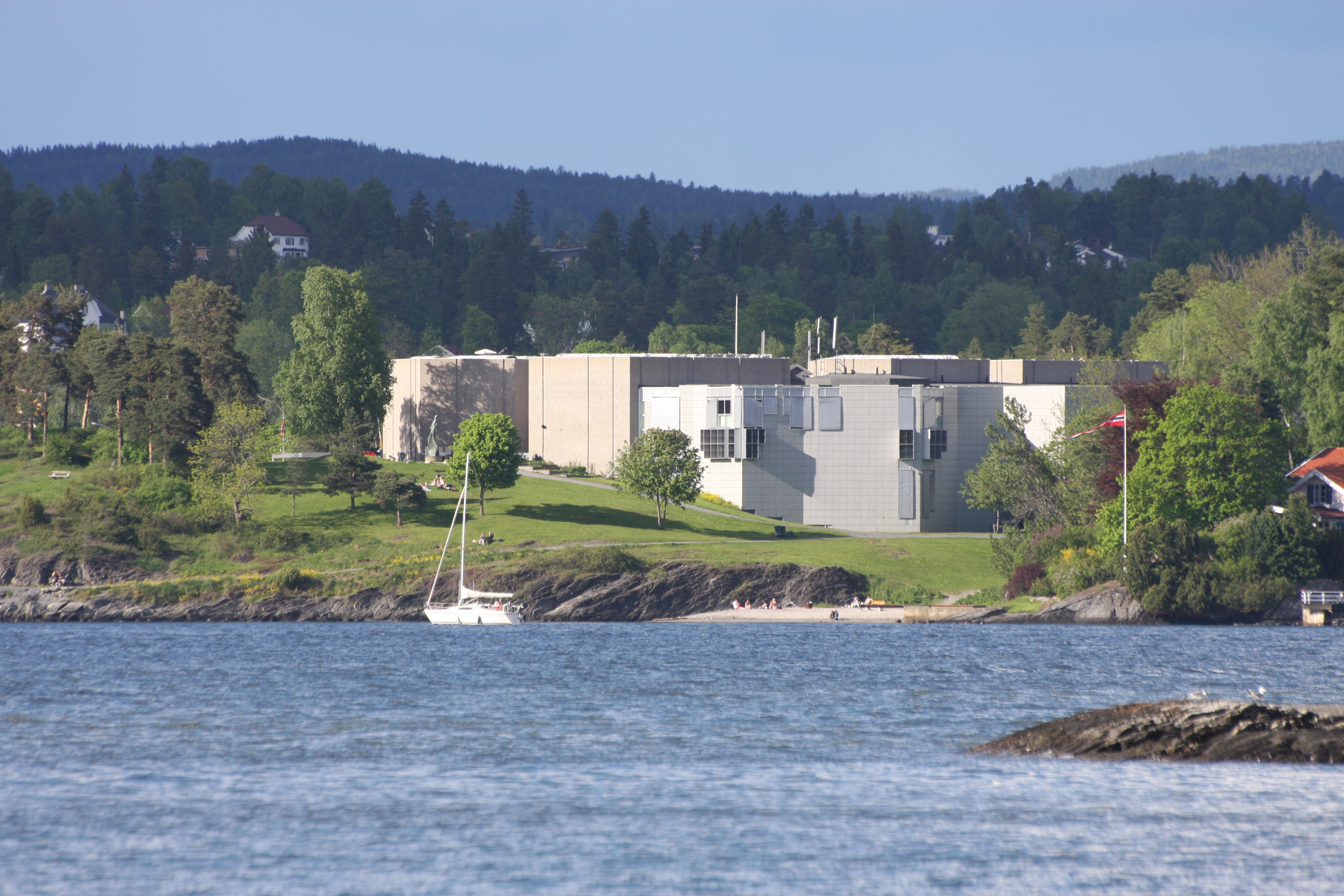
Центр мистецтв Гені-Онстада
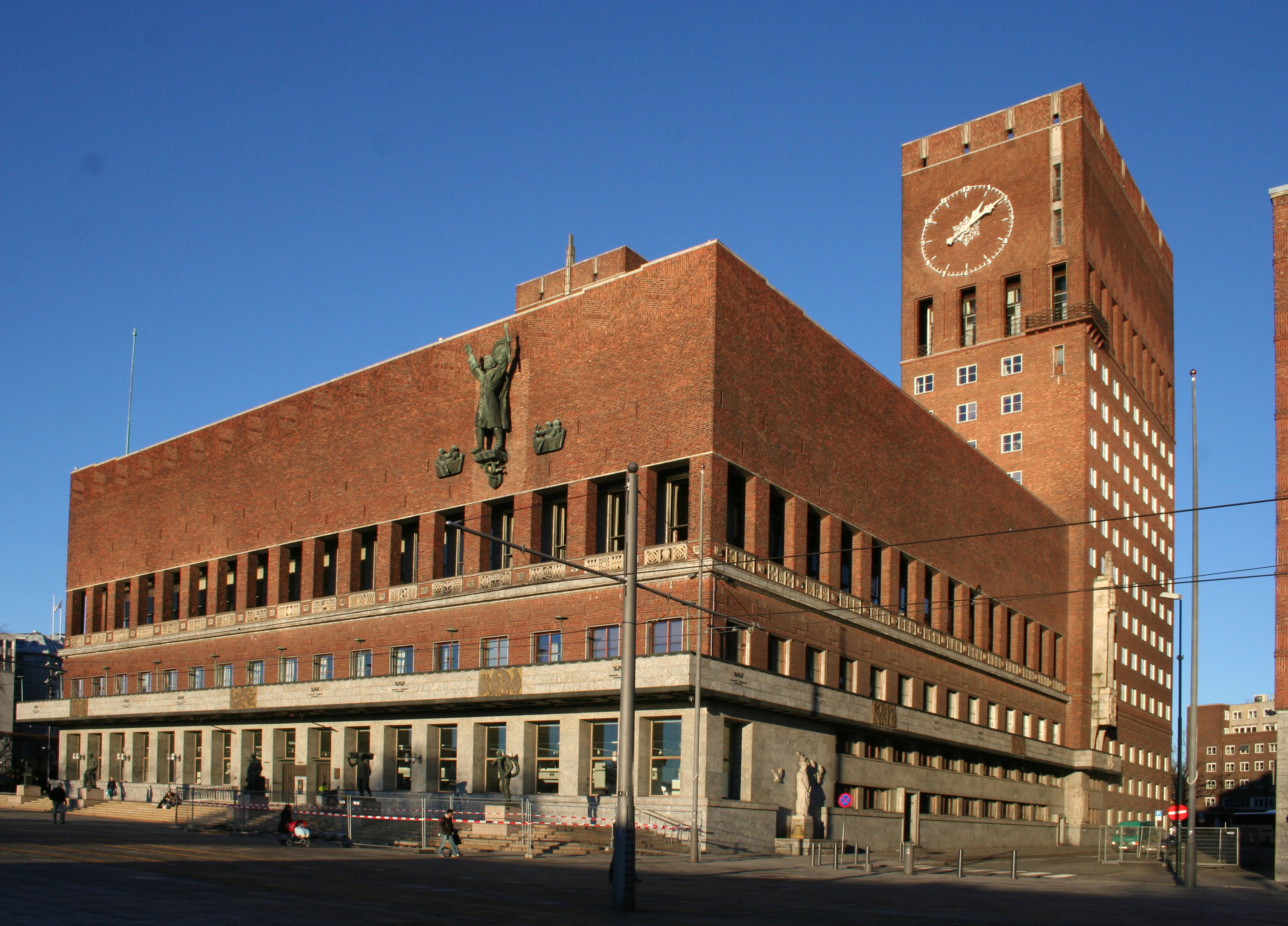
Міська ратуша Осло

## Сучасність
Чудовим прикладом сучасної архітектури слугує готель «Ріка Сейлет» на березі затоки у Молде, зведений 2012 року за проектом архітектора Кйєля Косберга.

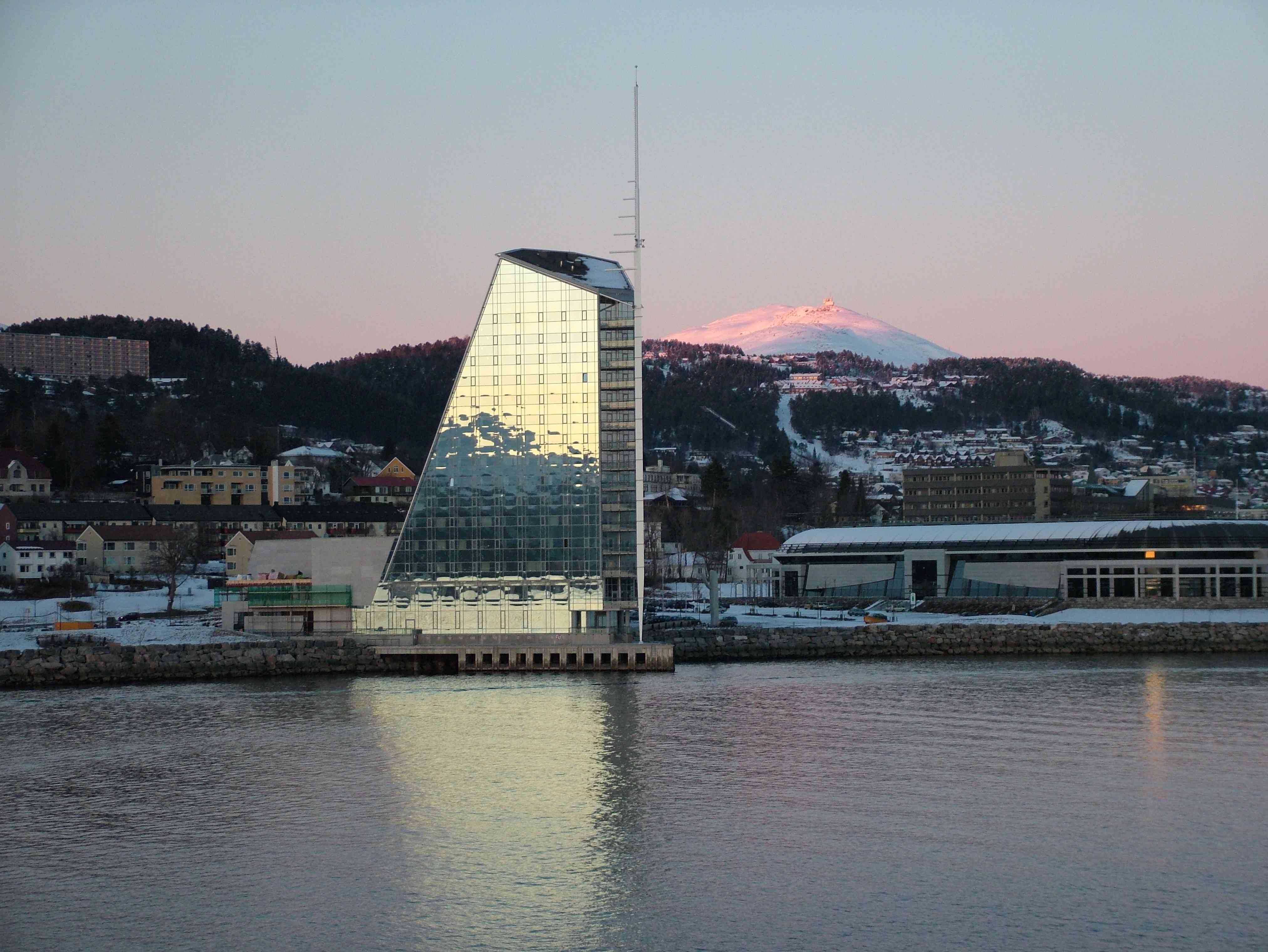
Готель «Ріка Сейлет»